# 192-га гірськострілецька дивізія (СРСР)
192-га гірськострілецька дивізія (192 гсд) — військове з'єднання Збройних сил СРСР, що брало участь у Другій світовій війні.

## Історія
Дивізія сформована у вересні 1939 року в Харківському військовому окрузі (ХВО).
В листопаді 1939 року переформована у гірськострілецьку.
У 1940 році дислокувалася на Західній Україні. 24 червня 1940 року дивізію висунули до радянсько-румунського кордону в район с. Довгопілля, після чого вона взяла участь у вторгненні до Північної Буковини і Бессарабії у складі Південного фронту.
На початок Німецько-радянської війни 192-га гірськострілецька дивізія входила до складу 13-го стрілецького корпусу (13-й ск) 12-ї армії, що прикривала радянсько-угорський кордон. 22 червня 1941 року о 7 годині 30 хвилин вона зазнала бомбардування в районі Турки, в результаті чого було убито 2 та поранено 15 чоловік. До 18-ї години передові загони 13-го стрілецького корпусу вийшли в оборонний район. Супротивник досить тривалий час не виявляв активності на ділянці 12-ї армії. 27 червня 13-й стрілецький корпус почав відходити на новий рубіж: Дрогобич — Борислав — Тухля — Славська.
5 липня 12-та армія (192-га, 44-та і 58-ма гірськострілецькі дивізії) для тісної взаємодії з частинами 26-ї армії і правим флангом Південного фронту почала відхід з рубежу Гржималов — Чортків на річку Збруч. До цього часу частини армії вже були виснажені безперервними переходами. На 5 липня втрати дивізії в боях склали 400 чоловік убитими, було втрачено 7 гармат і 4 міномети.
6 липня 618-й гірськострілецький полк 192-ї гсд вів бій у лісі на південь від Копачинців, а 427-й і 753-й гірськострілецькі полки дивізії разом з 283-м корпусним артилерійським полком у ніч з 6 на 7 липня відбивали атаки рухомих частин противника силою до батальйону, що прорвалися в районі Сатанова, Іванківців та Гусятина.
11 липня 13-й ск зайняв для оборони смугу укріпленого району на фронті Летичів — Бар — Обухове. 427-й гірськострілецький полк 192-ї гсд обороняв ділянку Летичів — Черешенка, 618-й — ділянку Нижнє — Шиїнці, 676-й — ділянку Шеїнці — Гармаки, 753-й гірськострілецький полк зосередився в районі Козачки. Станом на 15 липня чисельність дивізії становила 10 715 чоловік, у неї було 4 274 коней, 72 гармати і 155 автомашин.
15 липня противник прорвав фронт на ділянці 13-го ск і до кінця дня вийшов на рубіж північна околиця Летичева — Варенка — Козачки — Кальна — Вовковинці — Галузинці. 16 липня 192-га гсд вела бій на фронті Летичів — Макаров. Вранці 19 липня 12-та армія почала відхід на проміжний рубіж Калинівка — Вінниця — Червоне, і до 22 липня 192-га гсд вийшла до північно-східної околиці Оратова, де отримала наказ разом з 72-ю гірськострілецькою дивізією оволодіти рубежем Литвинівка — Олександрівка. У ніч на 23 липня 192-га гсд, 187-й та 133-й гірськострілецькі полки 72-ї гсд почали наступ в напрямку Лукашевки, вступивши в бій з моторизованими частинами противника районі Балабанівки і Сабатовки. Вдень дивізія вийшла на рубіж на рубіж Юшківці — Рожична.
25 липня група Понєдєліна у складі 6-ї та 12-ї армії були передані у підпорядкування Південного фронту. У цей же день 192-га гсд у районі Княже-Крениці та Божатарни піддалася сильному мінометного вогню і своїм лівим флангом відійшла до п. Будиниці. Під час цих боїв пропав безвісти начальник Оперативного відділу, був поранений помічник начальника Оперативного відділу, а начальник 2-го відділу убитий. На цей момент у 427-му гірськострілецькому полку дивізії було в наявності лише 124 особи рядового і 21 особа керівного складу, в результаті чого вони були влиті в 676-й гсп. 28 липня 8-й ск, у який тепер увійшла дивізія, зосередився в районі Цибермановки, Берестовця і Краснополки.

В кінці липня — на початку серпня дивізія у складі групи Понєдєліна брала участь в битві під Уманню. 1 серпня 8-й ск після тридцатикілометрового маршу вийшов на рубіж Тальянки — хутір Дубки і перейшов у наступ в напрямку Майданецьке — Корсунка. 2 серпня група Клейста з'єдналися з 17-ю армією, в результаті чого 6-та і 12-та армії опинилися в оточенні. У бойовому донесенні Військової раді Південного фронту від 5 серпня командувач військ 12-ї армії П. Г. Понєдєлін повідомляв:

Боротьба йде радіус трьох кілометрів, центрі Підвисоке в бою всі. 
Пр-к б'є важкою артилерією, мінометами, багато авіації, чотири літаки збили. Очікуємо атаки танків. Поставлено завдання – пр-ка затримати до вечора. Вночі йдемо на штурм.

Нічна атака, однак, не вдалася, і до 8-го серпня німці практично придушили опір 6-ї і 12-ї армій. Із залишків 192-ї гсд у 20-х числах серпня в с. Вільне під Дніпропетровськом був сформований ударний стрілецький полк, який отримав номер 676-го полку дивізії. Полк був переданий 15-й стрілецькій дивізії.
19 вересня 1941 року 192-га гірськострілецька дивізія була розформована як загибла.

## Командири
- Привалов Петро Фролович (серпень 1939 — серпень 1941), генерал-майор.

## Склад
- 427-й гірськострілецький полк
- 618-й гірськострілецький полк
- 676-й гірськострілецький полк
- 753-й гірськострілецький полк
- 298-й артилерійський полк
- 579-й гаубичний артилерійський полк
- 176-й батальйон ПТР
- 313-й окремий зенітний артилерійський дивізіон
- 164-й кавалерійський ескадрон
- 200-й саперний батальйон
- 179-й окремий батальйон зв'язку
- 24-й артилерійський парковий дивізіон
- 153-й медико-санітарний батальйон
- 45-й автотранспортний батальйон
- 147-й дивізійний ветеринарний лазарет
- 452-га польова поштова станція
- 361-ша польова каса Держбанку

## Підпорядкування
| Дата          | Фронт (округ)           | Армія       | Корпус (група)          |
| ------------- | ----------------------- | ----------- | ----------------------- |
| на 27.06.1940 | Південний фронт         | 12-та армія | 13-й стрілецький корпус |
| з 22.06.1941  | Південно-Західний фронт | 12-та армія | 13-й стрілецький корпус |
| з 25.06.1941  | Південний фронт         | 12-та армія | 8-й стрілецький корпус  |